# 科羅布基 (里普基區)
51°44′1″N 30°42′9″E / 51.73361°N 30.70250°E
科羅布基（烏克蘭語：Коробки），是烏克蘭北部的村莊，隸屬切爾尼希夫州的切爾尼希夫區。該村始建於1728年，面積0.19平方公里，海拔高度116米，2001年人口166，人口密度每平方公里873.7人。